# دیدآزما
دیدآزما یا اپتومتریست (به انگلیسی: optometrist) کسی است که چشم و ساختارهای مربوط به آن را برای کشف اختلالات بینایی معاینه می‌کند و با تجویز عدسیهای مناسب و دیگر اقدامها به رفع آنها می‌پردازد
چنین فردی اغلب تحصیل کرده رشته بینایی سنجی است.